# Marathon van Wenen 1992
De marathon van Wenen 1992 vond plaats op zondag 26 april 1992 in Wenen. Het was de negende editie van deze wedstrijd.
Karel David uit Tsjechoslowakije won bij de mannen voor de tweede maal op rij. Ditmaal had hij 2:12.25 nodig voor de wedstrijd. Hij had een ruime voorsprong op de Tanzaniaan Barnabas Qamunga, die in 2:15.56 finishte. Bij de vrouwen zegevierde de Keniaanse Pascaline Wangui in 2:40.50.
In totaal finishten 4548 hardlopers, waarvan 4227 mannen en 321 vrouwen.

## Uitslagen

### Mannen
| rang   | naam                 | land | tijd    |
| ------ | -------------------- | ---- | ------- |
| Goud   | Karel David          | TCH  | 2:13.41 |
| Zilver | Barnabas Qamunga     | TAN  | 2:15.56 |
| Brons  | Nikolay Tabak        | UKR  | 2:17.36 |
| 4      | Vladimir Kotov       | BLR  | 2:18.49 |
| 5      | Roman Kejzar         | SLO  | 2:20.25 |
| 6      | Terefe Mekonen       | ETH  | 2:20.37 |
| 7      | Miroslaw Golebiewski | POL  | 2:20.38 |
| 13     | Gyorgy Marko         | HUN  | 2:25.14 |
| 18     | Ferdinando Benedetti | ITA  | 2:28.56 |

### Vrouwen
| rang   | naam                | land | tijd    |
| ------ | ------------------- | ---- | ------- |
| Goud   | Pascaline Wangui    | KEN  | 2:40.50 |
| Zilver | Ludmila Melicherova | TCH  | 2:44.37 |
| Brons  | Sissel Grottenberg  | NOR  | 2:45.51 |
| 4      | Carina Leutner      | AUT  | 2:51.04 |
| 5      | Elisabeth Singer    | AUT  | 2:51.27 |

1984 ·
1985 ·
1986 ·
1987 ·
1988 ·
1989 ·
1990 ·
1991 ·
1992 ·
1993 ·
1994 ·
1995 ·
1996 ·
1997 ·
1998 ·
1999 ·
2000 ·
2001 ·
2002 ·
2003 ·
2004 ·
2005 ·
2006 ·
2007 ·
2008 ·
2009 ·
2010 ·
2011 · 
2012 ·
2013 ·
2014 ·
2015 ·
2016 ·
2017 ·
2018 ·
2019 ·
2020 ·
2021 ·
2022 ·
2023 ·
2024